# Vír
Vír är en ort i Tjeckien.   Den ligger i regionen Vysočina, i den östra delen av landet, 150 km öster om huvudstaden Prag. Vír ligger 391 meter över havet och antalet invånare är 749. Den ligger vid sjön Údolní nádrž Vír.
Terrängen runt Vír är varierad. Vír ligger nere i en dal. Runt Vír är det ganska glesbefolkat, med 42 invånare per kvadratkilometer. Närmaste större samhälle är Bystřice nad Pernštejnem, 5,9 km sydväst om Vír. I omgivningarna runt Vír växer i huvudsak blandskog.